# Weißbach bei Lofer
Weißbach bei Lofer ist eine Gemeinde mit 417 Einwohnern (Stand 1. Jänner 2024) im Bezirk Zell am See (Pinzgau) im Land Salzburg. Ortsteile sind Frohnwies, Hintertal, Oberweißbach, Pürzlbach und Unterweißbach. Die Gemeinde ist seit 2008 Teil der Bergsteigerdörfer-Initiative des ÖAV.

## Geografie
Die Gemeinde liegt zwischen 666 m ü. A. (Ortsmitte) und 2634 m ü. A. (Birnhorn), umgeben von den Ausläufern des Steinernen Meers, der Leoganger und Loferer Steinberge.

### Gemeindegliederung
Das Gemeindegebiet umfasst folgende fünf Ortschaften (Bevölkerung am Stand 1. Jänner 2024):
- Frohnwies (45)
- Hintertal (36)
- Oberweißbach (151)
- Pürzlbach (32)
- Unterweißbach (153)

Die Gemeinde besteht aus zwei Katastralgemeinden (Fläche Stand 31. Dezember 2023):
- Oberweißbach (5.260,9 ha)
- Unterweißbach (1.699,04 ha)

Mit etwa 400 Einwohnern ist Weißbach die kleinste Gemeinde im Pinzgau. Die ältesten Bauernhöfe der Gemeinde wurden schon um 1100 urkundlich erwähnt. Bis Ende Mai 1923 gehörte die Gemeinde zum Gerichtsbezirk Lofer, dann bis Juni 2017 zum Gerichtsbezirk Saalfelden. Mit 1. Juli 2017 wurde sie dem Gerichtsbezirk Zell am See zugewiesen.

### Nachbargemeinden
| Sankt Martin bei Lofer |                                             |             |
|                        | Kompassrose, die auf Nachbargemeinden zeigt | Deutschland |
| Leogang                | Saalfelden am Steinernen Meer               |             |

## Geschichte
Seit 1946 ist Weißbach eine eigene politische Gemeinde und seit 1994 Modellgemeinde der Dorf- und Stadterneuerung. Am 22. Juli 2007 wurde der Naturpark Weißbach eröffnet, zu der auch die Seisenbergklamm gehört. Der Weißbach mündet hier in die Saalach. An der Errichtung des Naturparks hatten die privatrechtlich dem Freistaat Bayern gehörenden Saalforste wesentlichen Anteil.

## Kultur und Sehenswürdigkeiten

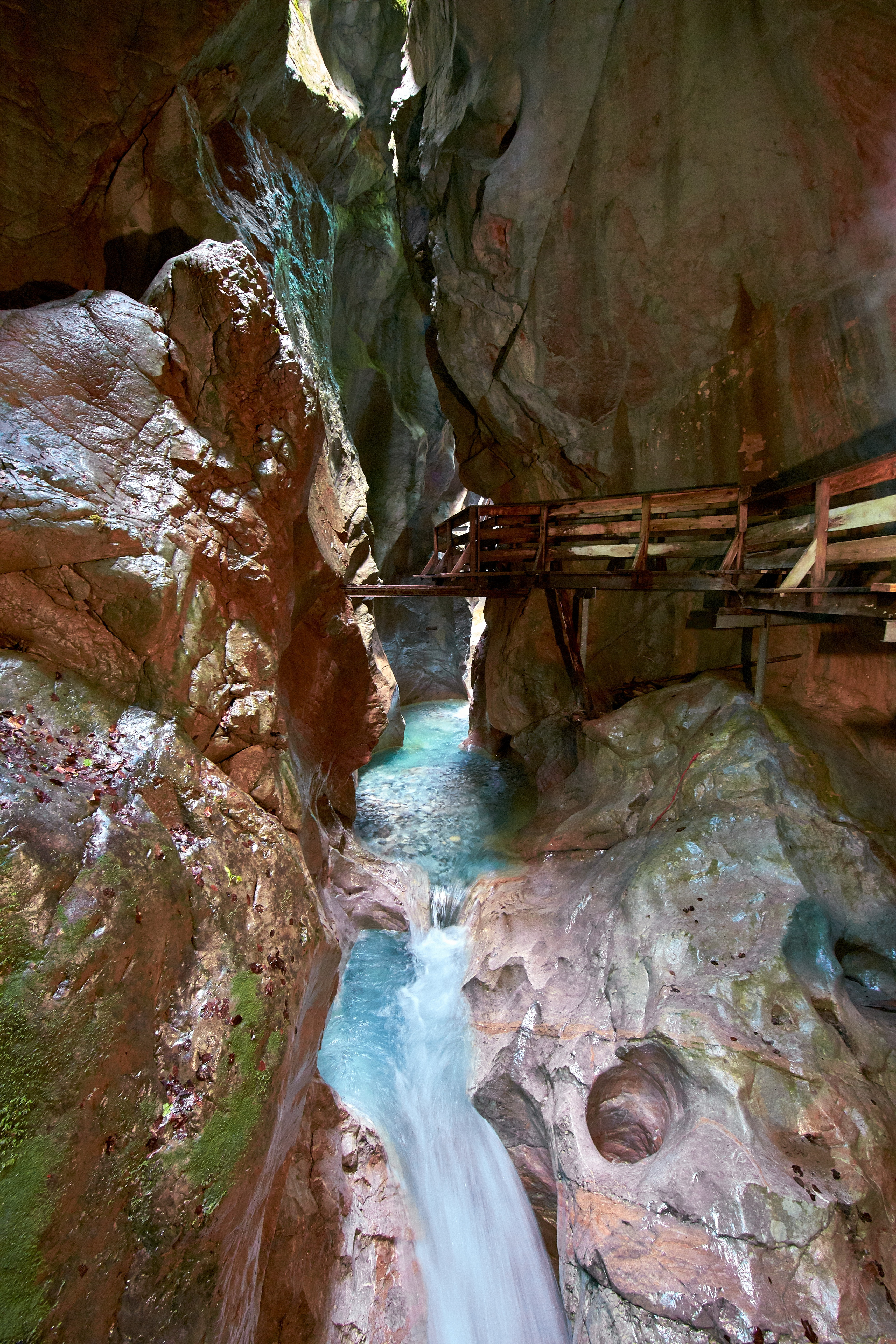
Seisenbergklamm

- Katholische Pfarrkirche Weißbach bei Lofer Hl. Dreifaltigkeit
- Seisenbergklamm
- Kallbrunnalm
- Kammerlingalm
- Litzlalm
- Lamprechtsofen
- Pass Hirschbichl
- Dießbachstausee

## Wirtschaft und Infrastruktur

### Wirtschaftssektoren
Von den 33 landwirtschaftlichen Betrieben des Jahres 2010 wurde jeweils rund ein Drittel im Vollerwerb, im Nebenerwerb und von juristischen Personen geführt. Dabei wurden sieben Prozent der Flächen von den Nebenerwerbsbauern bewirtschaftet, über siebzig Prozent von den Betrieben von juristischen Personen. Im Produktionssektor entfielen fast drei Viertel der Erwerbstätigen auf die Bauwirtschaft.
| Wirtschaftssektor            | Anzahl Betriebe | Anzahl Betriebe | Anzahl Betriebe | Erwerbstätige | Erwerbstätige | Erwerbstätige |
| Wirtschaftssektor            | 2021            | 2011            | 2001            | 2021          | 2011          | 2001          |
| ---------------------------- | --------------- | --------------- | --------------- | ------------- | ------------- | ------------- |
| Land- und Forstwirtschaft 1) | 11              | 33              | 29              | 10            | 21            | 21            |
| Produktion                   | 10              | 8               | 4               | 81            | 87            | 75            |
| Dienstleistung               | 28              | 25              | 22              | 65            | 52            | 55            |

1) Betriebe mit Fläche in den Jahren 2010 und 1999

### Berufspendler
Von den zweihundert Erwerbstätigen, die im Jahr 2011 in Weißbach wohnten, arbeiteten neunzig in der Gemeinde, 110 pendelten aus. Dafür kamen siebzig aus dem Umland zur Arbeit nach Weißbach.

### Energie
Weißbach bei Lofer gehört zu den 24 Gemeinden in Österreich (Stand 2019), die mit der höchsten Auszeichnung des e5-Gemeinden Energieprojekts ausgezeichnet wurden. Das e5-Gemeinde-Projekt soll die Umsetzung einer modernen Energie- und Klimapolitik auf Gemeindeebene fördern.

## Politik

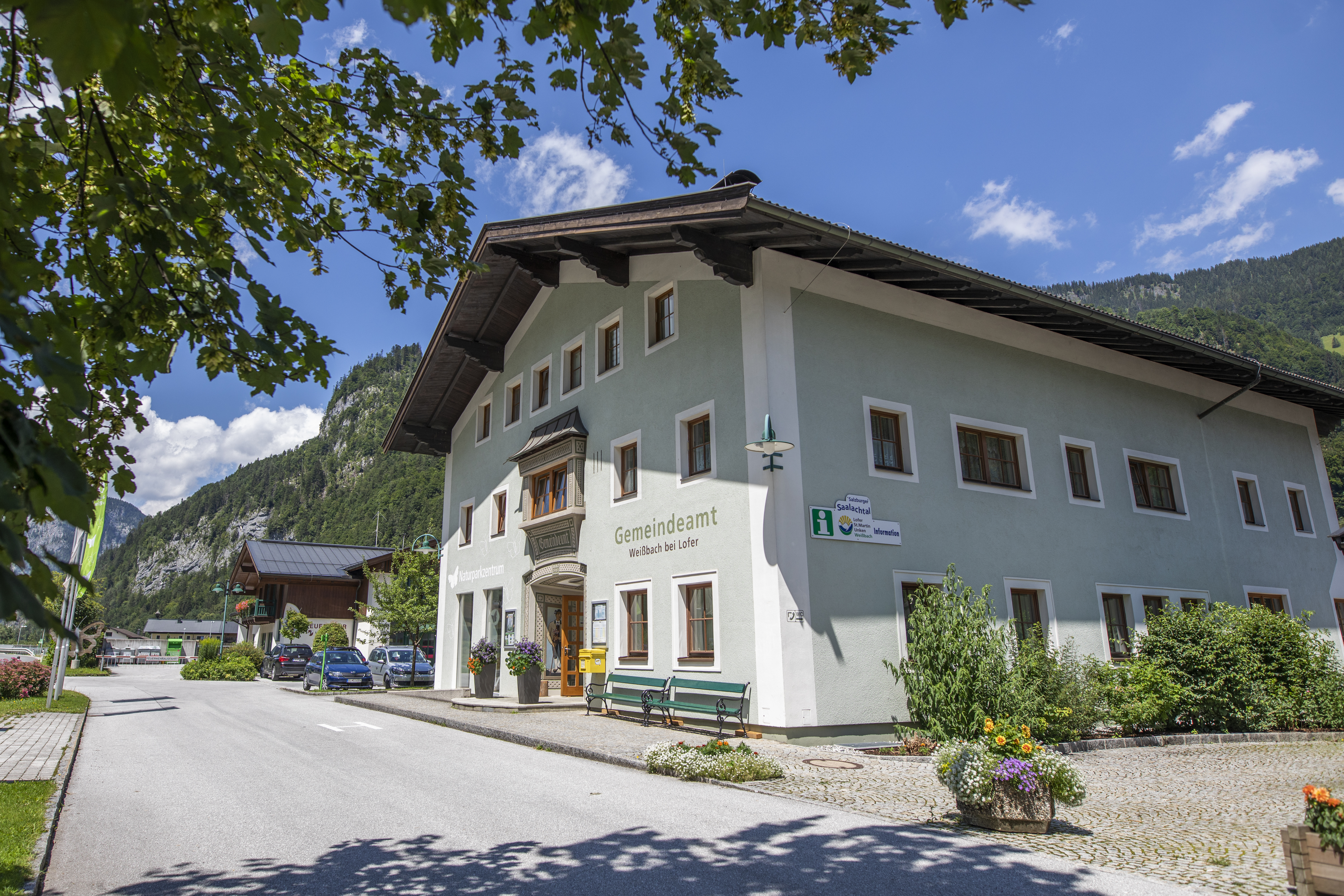
Gemeindeamt

### Gemeinderat
| Gemeinderatswahl 2024Wahlbeteiligung: 81,5 % 706050403020100 64,4 % (+8,1 %p)27,4 % (−3,1 %p)8,2 % (−5,1 %p) ÖVPSPÖFPÖ20192024 |

Die Gemeindevertretung hat insgesamt 9 Mitglieder.
- Mit den Gemeindevertretungs- und Bürgermeisterwahlen in Salzburg 2004 hatte die Gemeindevertretung folgende Verteilung: 6 ÖVP, 2 FPÖ, und 1 SPÖ.
- Mit den Gemeindevertretungs- und Bürgermeisterwahlen in Salzburg 2009 hatte die Gemeindevertretung folgende Verteilung: 6 ÖVP, 2 SPÖ, und 1 FPÖ.
- Mit den Gemeindevertretungs- und Bürgermeisterwahlen in Salzburg 2014 hatte die Gemeindevertretung folgende Verteilung: 6 ÖVP, 2 SPÖ, und 1 FPÖ.
- Mit den Gemeindevertretungs- und Bürgermeisterwahlen in Salzburg 2019 hatte die Gemeindevertretung folgende Verteilung: 5 ÖVP, 3 SPÖ, und 1 FPÖ.[10]
- Mit den Gemeindevertretungs- und Bürgermeisterwahlen in Salzburg 2024 hat die Gemeindevertretung folgende Verteilung: 7 ÖVP und 2 SPÖ.[11]

### Bürgermeister
Die Bürgermeister seit 1946 waren:
- 1946–1948 Alexander Haitzmann
- 1948–1954 Josef Lohfeyer
- 1954–1969 Hermann Pöttler
- 1969–1989 Peter Hohenwarter (ÖVP)[13]
- 1989–2003 Egon Fröschl (ÖVP)[14]
- seit 2003 Josef Michael Hohenwarter (ÖVP)[15]

### Wappen
Die Blasonierung des Gemeindewappens lautet: „In blauem Schild ein goldener zwölfendiger Hirsch, ruhend auf einem, von silbernen Wellenbalken überzogenen grünen Dreiberg.“

## Persönlichkeiten
- Balthasar Linsinger (1902–1986), österreichischer Pfarrer, Gerechter unter den Völkern
- Fritz Hillebrand (1917–1957), deutscher Motorradrennfahrer
- Marianne Hengl (* 1964), österreichische Behindertenaktivistin, Buchautorin und Ehrenbürgerin